# Chesney Allen
Chesney Allen (5 de abril de 1893 – 13 de noviembre de 1982) fue un popular artista y actor inglés del período de la Segunda Guerra Mundial, conocido principalmente por formar parte del dúo humorístico Flanagan and Allen, en colaboración con el actor Bud Flanagan.

## Biografía
Su verdadero nombre era William E. Allen, y nació en Brighton, Inglaterra. En 1926 se casó con Aleta Cosette Turner en Leeds. 
Flanagan and Allen, como humoristas de music hall, a menudo mezclaban en su número la comedia con la música, consiguiendo un éxito que les llevó a trabajar en el cine y en la televisión. Flanagan y Allen formaban parte también del grupo The Crazy Gang, con el cual actuaron por primera vez en el Londores Palladium en 1931, continuando su colaboración con el mismo a la par que seguían con el dúo humorístico.
Las canciones de Flanagan y Allen presentaban un humor de carácter moderado, al igual que ocurría en sus actuaciones en directo, y durante la Segunda Guerra Mundial reflejaban las experiencias de la gente ordinaria en la contienda. Canciones como "We're Going To Hang Out The Washing On The Siegfried Line" se reían de las defensas alemanas (Línea Sigfrido), mientras que otras como "Miss You" se referían al novio ausente. Otras canciones, entre ellas la famosa "Underneath the Arches" (la cual escribió Flanagan en colaboración con Reg Connelly) presentaban temas universales como la amistad. 
El dúo se separó en 1946 a causa de la mala salud de Chesney Allen, que se retiró de la interpretación, aunque siguió trabajando como agente teatral. Sin embargo, hizo algunas actuaciones como artista invitado, siendo su última grabación la que realizó para el álbum del show Underneath the Arches, en 1982.
Chesney Allen falleció en 1982 en Midhurst, Inglaterra. Sus restos fueron incinerados. 